# Maytenus urquiolae
Maytenus urquiolae är en benvedsväxtart som beskrevs av B. Mory. Maytenus urquiolae ingår i släktet Maytenus och familjen Celastraceae. Inga underarter finns listade.